# Durabis
Durabis (hergeleitet von Widerstandsfähigkeit (engl. Durability), Schutz (engl. Shield)) und "Du wirst überstehen" (lat. "Durabis") bezeichnet eine von TDK entwickelte Beschichtung für DVD und Blu-ray Discs. Sie schützt aufgrund der geringen statischen Aufladung vor Staub, Schmutz und durch ihre hohe Härte vor Kratzern. Diese, auch wasserabweisende Polymerbeschichtung, hat die Verwendung einer Cartridge als Schutzhülle für die Blu-ray Disc überflüssig gemacht.